# Hirundichthys
Hirundichthys – rodzaj ryb z rodziny ptaszorowatych (Exocoetidae).

## Klasyfikacja
Gatunki zaliczane do tego rodzaju:
- Hirundichthys affinis
- Hirundichthys albimaculatus
- Hirundichthys coromandelensis
- Hirundichthys gilberti
- Hirundichthys ilma
- Hirundichthys marginatus
- Hirundichthys oxycephalus
- Hirundichthys rondeletii – awior[3]
- Hirundichthys rufipinnis
- Hirundichthys socotranus
- Hirundichthys speculiger
- Hirundichthys volador